# 阿瑟·纳什
阿瑟·纳什（英語：Arthur Nash，1914年9月5日—2000年1月18日），加拿大男子冰球运动员，场上位置是守门员。他曾代表加拿大参加1936年冬季奥林匹克运动会冰球比赛，获得一枚银牌。